# Ридигер Шнупхазе
Ридигер Шнупхазе  (23. јануар 1954) бивши је источнонемачки фудбалер.

## Биографија
Шнупхазе је у каријери играо за Рот-Вајс Ерфурт (1971–1976), Карл Цајс Јену (1976–1984) и поново за Рот-Вајс Ерфурт (1984–1986).
За репрезентацију Источне Немачке је одиграо 45 утакмица и постигао 6 голова. Као члан олимпијског тима Источне Немачке, освојио је сребрну медаљу на играма у Москви 1980. године. Учествовао је на ФИФА Светском првенству 1974. године у Западној Немачкој и играо на две утакмице у Гелзенкирхену.
Године 1982. освојио је награду за најбољег фудбалера Источне Немачке.

## Успеси

### Клуб
- Куп Источне Немачке: 1980.

### Репрезентација
Источна Немачка
- Олимпијске игре: сребрна медаља Москва 1980.

### Награде
- Најбољи играч Источне Немачке: 1982.
- Најбољи стрелац Прве лиге Источне Немачке: 1982. (19 голова)